# The Final Frontier
The Final Frontier er det 15. studiealbum fra det britiske heavy metal-band Iron Maiden.
Det er bandets første studieoptagelse siden A Matter of Life and Death fra 2006, og dermed betegner det den hidtil største afstand i tid mellem to Iron Maiden studiealbum. Musikken er komponeret af bandets medlemmer, mens Steve Harris og Bruce Dickinson er krediteret for teksterne.

## Numre
- "Satellite 15... The Final Frontier" - 8:40
- "El Dorado" - 6:49
- "Mother of Mercy" - 5:20
- "Coming Home" - 5:52
- "The Alchemist" - 4:29
- "Isle of Avalon" - 9:06
- "Starblind" - 7:48
- "The Talisman" - 9:03
- "The Man Who Would Be King" - 8:28
- "When the Wild Wind Blows" - 10:59

## Besætning
- Bruce Dickinson – sang
- Dave Murray – guitar
- Adrian Smith – guitar, synthesizer (på "Satellite 15")
- Janick Gers – guitar
- Steve Harris – Basguitar, keyboards
- Nicko McBrain – trommer, Percussion

og
- Kevin Shirley – producer
- Melvyn Grant – cover

## Eksterne links
- http://www.ironmaiden.com